# Pont-sur-Yonne
Pont-sur-Yonne là một xã của Pháp,tọa lạc ở tỉnh Yonne trong vùng Bourgogne-Franche-Comté.
Người dân ở đây trong tiếng Pháp gọi là Pontois.
Xã này có cự ly khoảng 100 km về phía nam của Paris, bên quốc lộ 6, giữa các thành phố Montereau và Sens. 

## Hành chính
| Danh sách các thị trưởng               |                  |                  |      |         |
| Giai đoạn                              | Giai đoạn        | Tên              | Đảng | Tư cách |
| tháng 3 năm 2001                       | 2008             | Christian Brière | PS   |         |
| ?                                      | tháng 3 năm 2001 | Roger Lasalle    | PS   |         |
| Tất cả các dữ liệu trước đây không rõ. |                  |                  |      |         |

## Thông tin nhân khẩu
| Năm | 1962 | 1968 | 1975 | 1982 | 1990 | 1999 |
| --- | ---- | ---- | ---- | ---- | ---- | ---- |
| Dân số | 2176 | 2343 | 2705 | 2933 | 3212 | 3134 |
| From the year 1962 on: No double counting—residents of multiple communes (e.g. students and military personnel) are counted only once. |      |      |      |      |      |      |